# Orectochilus semivestitus
Orectochilus semivestitus is een keversoort uit de familie van schrijvertjes (Gyrinidae). De wetenschappelijke naam van de soort is voor het eerst geldig gepubliceerd in 1840 door Guérin-Meneville.